# Aleksandr Smysjljajev
Aleksandr Aleksandrovitsj Smysjljajev (Russisch: Александр Александрович Смышляев) (Lysva, 16 maart 1987) is een Russische freestyleskiër, gespecialiseerd op het onderdeel moguls. Hij vertegenwoordigde zijn vaderland op de Olympische Winterspelen 2006 in Turijn, op de Olympische Winterspelen 2010 in Vancouver en op de Olympische Winterspelen 2014 in Sotsji. Hij nam onder olympische vlag deel aan de Olympische Winterspelen 2018 in Pyeongchang.

## Carrière
Smysjljajev maakte zijn wereldbekerdebuut in februari 2005 in Sauze d'Oulx. Dezelfde maand eindigde hij, in zijn tweede wedstrijd, als tiende in Voss. Tijdens de Olympische Winterspelen van 2006 in Turijn eindigde hij als dertiende op het onderdeel moguls. 
In januari 2009 stond Smysjljajev in Deer Valley voor de eerste maal in zijn carrière op het podium van een wereldbekerwedstrijd. Op de wereldkampioenschappen freestyleskiën 2009 in Inawashiro eindigde de Rus als zeventiende op het onderdeel dual moguls en als 46e op het onderdeel moguls. Tijdens de Olympische Winterspelen van 2010 in Vancouver eindigde hij als tiende op het onderdeel moguls.
In Deer Valley nam Smysjljajev deel aan de wereldkampioenschappen freestyleskiën 2011. Op dit toernooi eindigde hij als vijfde op het onderdeel moguls en als tiende op het onderdeel dual moguls. Op de wereldkampioenschappen freestyleskiën 2013 in Voss eindigde de Rus als elfde op het onderdeel dual moguls en als dertiende op het onderdeel moguls. Tijdens de Olympische Winterspelen 2014 in Sotsji veroverde hij de bronzen medaille op het onderdeel moguls. Op 15 maart 2014 boekte Smysjljajev in Voss zijn eerste wereldbekerzege.
In Kreischberg nam Smysjljajev deel aan de wereldkampioenschappen freestyleskiën 2015. Op dit toernooi sleepte hij de bronzen medaille in de wacht op het onderdeel moguls, op het onderdeel dual moguls eindigde hij op de achtste plaats. Tijdens de Olympische Winterspelen van 2018 in Pyeongchang eindigde hij als vijftiende op het onderdeel moguls.

## Resultaten

### Olympische Winterspelen
| Jaar | Plaats      | Resultaten |
| ---- | ----------- | ---------- |
| 2006 | Turijn      | 13e Moguls |
| 2010 | Vancouver   | 10e Moguls |
| 2014 | Sotsji      | Moguls     |
| 2018 | Pyeongchang | 15e Moguls |

### Wereldkampioenschappen
| Jaar | Plaats      | Resultaten                 |
| ---- | ----------- | -------------------------- |
| 2009 | Inawashiro  | 17e Dual Moguls 46e Moguls |
| 2011 | Deer Valley | 10e Dual Moguls 5e Moguls  |
| 2013 | Voss        | 11e Dual Moguls 13e Moguls |
| 2015 | Kreischberg | 8e Dual Moguls · Moguls    |

### Wereldbeker
Eindklasseringen
| Seizoen   | Algm | MO     |
| --------- | ---- | ------ |
| 2004/2005 | 130e | 45e    |
| 2005/2006 | 139e | 43e    |
| 2007/2008 | 94e  | 30e    |
| 2008/2009 | 20e  | 6e     |
| 2009/2010 | 22e  | 8e     |
| 2010/2011 | 24e  | 6e     |
| 2011/2012 | 92e  | 24e    |
| 2012/2013 | 40e  | 9e     |
| 2013/2014 | 15e  | 5e     |
| 2014/2015 | 7e   | Zilver |
| 2015/2016 | 22e  | 6e     |
| 2017/2018 | 128e | 23e    |

Wereldbekerzeges
| Datum         | Plaats | Onderdeel |
| ------------- | ------ | --------- |
| 15 maart 2014 | Voss   | Moguls    |